# Seconda battaglia di Luçon
La seconda battaglia di Luçon è stata una battaglia delle Guerre di Vandea, combattuta il 30 luglio 1793 a Luçon.

## Antefatto
Il 25 luglio, il generale Augustin Tuncq, sostituto del generale Sandoz a Luçon, con 1 500 uomini lanciò un attacco notturno su Saint-Philbert-du-Pont-Charrault riuscendo a prendere la città, facendo scappare i vandeani che persero anche un loro comandante, Charles Sapinaud de La Verrie, e in seguito occuparono anche Chantonnay. Tuncq, a differenza del suo predecessore, si oppose ai saccheggi, cosa che lo rese molto impopolare tra i suoi uomini.
Charles de Royrand, generale vandeano dell'esercito del centro, ripiegò allora su Montaigu con 1 500 uomini, quindi scrisse a Maurice d'Elbée per chiedere rinforzi. Il generalissimo, assecondato da Louis Marie de Lescure, Henri de La Rochejaquelein e Antoine de Talmont, raggiunse l'esercito di Royrand alla testa di 15 000 uomini.
Saputo dell'imminente sopraggiungere di quel grande esercito cattolico e reale, Tuncq evacuò Chantonnay dopo averla incendiata e dall'altra parte d'Elbée deciso a prendere Luçon, si lanciò all'inseguimento dei repubblicani, raggiungendoli davanti alla città il 30 luglio.

## La battaglia
A mezzogiorno iniziò la battaglia con i tiri dell'artiglieria vandeana che fece ripiegare le prime linee repubblicane. Temendo che le sue truppe si dessero alla fuga, Tuncq spiegò la sua artiglieria e rispose al fuoco colpendo il lato sinistro dell'esercito vandeano, riportando all'ordine i suoi e attaccando con i suoi ussari la cavalleria vandeana del Principe de Talmont.
Ma i vandeani vedendo la fuga dei repubblicani pensarono che non si sarebbero fermati e così li superarono per prenderli alle spalle, ma inspiegabilmente appena i repubblicani si riorganizzarono, i vandeani furono presi dal panico dandosi a loro volta alla fuga. Tuncq lanciò allora un contrattacco generale con quasi tutte le sue truppe ma Talmont, con i suoi cavalieri, riuscì a contenere l'attacco degli ussari e riuscì a proteggere la ritirata vandeana.